# Llengua onondaga
L'onondaga (Onoñdaʔgegáʔ nigaweñoʔdeñʔ (onũdaʔɡeɡáʔ niɡawẽnoʔdẽʔ), "Onondaga és la nostra llengua") és la llengua de la Primera Nació Onondaga, una de les cinc nacions originals que van constituir la Confederació Iroquesa (Hodenosaunee).
Aquesta llengua es parla als Estats Units i al Canadà, principalment a la reserva al centre de l'estat de Nova York, i vora Brantford, Ontario.

## Fonologia
Aquesta taula mostra els fonemes consonàntics de l'onondaga
|            | Alveolar | Postalveolar / Palatal | Velar | Glotal |
| ---------- | -------- | ---------------------- | ----- | ------ |
| Oclusives  | t        |                        | k     | ʔ      |
| Africada   |          | dʒ                     |       |        |
| Fricatives | s        |                        |       | h      |
| Ressonants | n        | j                      | w     |        |

Les dues oclusives, /t/, /k/ són al·lofònicament sonoritzades a [d] i [ɡ] abans de vocal i ressonants i es pronuncien ⟨d⟩ i ⟨g⟩ en aquest cas. Hi ha una considerable palatalització i africació en la llengua.
L'onondaga té cinc vocals orals, /i e o æ a/ (/æ/ sovint és representada amb ⟨ä⟩), i dues vocals nasals, /ẽ/ i /ũ/. Les vocals nasals, segons la tradició iroquesa, són pronunciades amb ogoneks en literatura acadèmica i a Ontario (⟨ę⟩ i ⟨ǫ⟩ o ⟨ų⟩). A Nova York, són representades seguits d'un ⟨ñ⟩ (⟨eñ⟩ i ⟨oñ⟩). Les vocals poden ser llargues i curtes. Quan la longitud de les vocals deriva de l'actualment perduda consonant *r, és fonèmic. La longitud de la vocal s'escriu amb un còlon següent, ⟨:⟩ o punt en relleu ⟨·⟩.

### Vocals
|         | Anterior | Central | Posterior |
| ------- | -------- | ------- | --------- |
| Tancada | i i      |         | ų ũ       |
| Mitjana | ę ɛ̃ e e  |         | o o       |
| Oberta  | æ æ      | a a     |           |

## Morfologia
L'onondaga és una llengua polisintètica, que mostra una gran quantitat de morfologia flexiva i derivativa en les formes verbals (incloent incorporació de substantius). Les formes nominals tenen menys morfologia. A més, hi ha partícules, que són monomorfèmiques.